# Diaparsis erythrostoma
Diaparsis erythrostoma là một loài tò vò trong họ Ichneumonidae.